# Medalha das Nações Unidas
A Medalha das Nações Unidas é uma condecoração internacional concedida pelas Nações Unidas (ONU) aos vários países-membros do mundo pela participação em operações militares e policiais internacionais conjuntas, como manutenção da paz, esforços humanitários e ajuda em desastres. A medalha é classificada nas forças militares e policiais como uma medalha de serviço. As Nações Unidas concederam sua primeira medalha durante a Guerra da Coréia (1950–1953). Desde 1955, muitas medalhas adicionais das Nações Unidas foram criadas e concedidas pela participação em várias missões e ações das Nações Unidas em todo o mundo.

## Medalha das Nações Unidas
A medalha mais comum das Nações Unidas é a condecoração padrão da ONU conhecida simplesmente como Medalha das Nações Unidas. A maioria dos países concede este prémio a qualquer acção em que um militar participou numa actividade conjunta da ONU.
Em situações em que um militar participou de múltiplas operações da ONU, estrelas de serviço, fechos de campanha, ou números de prêmios são autorizados como anexos à Medalha das Nações Unidas. Esses dispositivos variam dependendo dos regulamentos das diversas forças armadas.
A ONU autorizou a atribuição de numerais a serem anexados à fita da medalha. A qualificação para estes números não é indicar o número de campanhas atendidas, mas sim o número de períodos de serviço qualificados. Os quais são contados como 180 dias após o período de qualificação inicial de 90 dias se o serviço for realizado por 270 dias consecutivos. Para dois ou mais desdobramentos, cada um deve durar pelo menos 90 dias consecutivos.

## Medalha da Coreia das Nações Unidas

Barreta da Medalha da Coreia da ONU

A primeira medalha das Nações Unidas a ser criada foi a Medalha de Serviço das Nações Unidas, também conhecida como Medalha de Serviço das Nações Unidas para a Coreia, a qual foi concedida a qualquer membro do serviço militar, de uma Força Armada aliada da Coreia do Sul, que participou da defesa da Coreia do Sul contra a Coreia do Norte entre 27 de junho de 1950 e 27 de julho de 1953. As forças militares da Holanda receberam a medalha pelo serviço prestado até 1º de janeiro de 1955, enquanto as forças armadas da Tailândia e da Suécia concederam a medalha até 27 de julho de 1955.

## Medalha da Força de Emergência das Nações Unidas

Barreta da Medalha da Força de Emergência das Nações Unidas (UNEF)

Em 1956, para manter a paz que pôs fim à crise de Suez, foi criada a Força de Emergência das Nações Unidas (UNEF). Esta foi a primeira operação de manutenção da paz das Nações Unidas. Para recompensar o serviço prestado pelas tropas do Brasil, Canadá, Colômbia, Dinamarca, Índia, Noruega, Suécia e Iugoslávia foi criada a Medalha da Força de Emergência das Nações Unidas. A missão durou de novembro de 1956 até junho de 1967. É diferente de outras medalhas das Nações Unidas porque, em vez de dizer ONU no anverso, diz UNEF. As missões subsequentes não usaram a abreviatura da missão em suas medalhas. Essa medalha foi concedida por 90 dias de serviço consecutivo na UNEF entre 07 de novembro de 1956 a 17 de junho de 1967.

## Barretas da Medalha das Nações Unidas
Na maioria dos países, a medalha padrão das Nações Unidas é concedida no lugar de uma medalha específica de campanha. A maioria das operações utiliza uma barreta diferente para cada missão, embora tenha havido algumas exceções notáveis. Em alguns países onde o Conselho de Segurança da ONU determina uma missão na mesma região geográfica, mas altera o mandato da missão por meio de Resolução do Conselho de Segurança, pode haver uma série de missões que têm barretas de campanha idênticas e que mais tarde mudarão para refletir o ambiente em mudança. A missão UNGOMAP não teve uma barreta própria, somente um fecho com a inscrição "UNGOMAP" usado com as medalhas da UNTSO ou da UNDOF.
A Missão das Nações Unidas no Haiti (UNMIH) foi originalmente criada pela Resolução 867 do Conselho de Segurança das Nações Unidas em 23 de Setembro de 1993 e durou até Junho de 1996. Esta missão foi um esforço para acabar com o conflito e a instabilidade causados pelo golpe-de-estado haitiano de 1991. As missões subsequentes para manter a estabilidade e treinar a Polícia Nacional Haitiana foram realizadas sob a responsabilidade da UNSMIH, UNTMIH, MIPONUH e MICAH. Todas essas missões subsequentes usaram a mesma barreta da UNMIH.
Em Timor-Leste, as medalhas atribuídas à UNAMET, UNTAET e UNMISET têm todas a mesma barreta.
| Anos      | Barreta      | Operação   | Área da operação               |
| --------- | ------------ | ---------- | ------------------------------ |
| 1948–     |              | UNTSO      | Médio Oriente                  |
| 1949–     |              | UNMOGIP    | Índia, Paquistão               |
| 1950–1955 |              | Coreia     | Península da Coreia            |
| 1956–1967 |              | UNEF       | Península do Sinai             |
| 1958      |              | UNOGIL     | Líbano, Síria                  |
| 1960–1964 |              | ONUC       | Congo                          |
| 1962–1963 |              | UNSF       | Papua e Indonésia              |
| 1963–1964 |              | UNYOM      | Iêmen                          |
| 1964–     |              | UNFICYP    | Chipre                         |
| 1965–1966 | Sem medalha  | DOMREP     | República Dominicana           |
| 1965–1966 |              | UNIPOM     | Índia, Paquistão               |
| 1973–1979 |              | UNEF II    | Egito, Israel                  |
| 1974–     |              | UNDOF      | Colinas de Golã                |
| 1978–     |              | UNIFIL     | Líbano                         |
| 1988–1991 |              | UNIIMOG    | Iraque, Irã                    |
| 1988–1990 | Apenas fecho | UNGOMAP    | Afeganistão, Paquistão         |
| 1988–1991 |              | UNAVEM I   | Angola                         |
| 1989–1990 |              | UNTAG      | Namibia                        |
| 1989–1992 |              | ONUCA      | América Central                |
| 1991–2003 |              | UNIKOM     | Kuwait, Iraque                 |
| 1991–     |              | MINURSO    | Saara Ocidental                |
| 1991–1995 |              | UNAVEM II  | Angola                         |
| 1991–1995 |              | ONUSAL     | El Salvador                    |
| 1991–2003 |              | UNGCI      | Iraque                         |
| 1991–1992 |              | UNAMIC     | Cambodia                       |
| 1992–1995 |              | UNPROFOR   | Croácia e Bósnia e Herzegovina |
| 1992–1993 |              | UNTAC      | Cambodia                       |
| 1992–1993 |              | UNOSOM I   | Somália                        |
| 1992–1994 |              | ONUMOZ     | Moçambique                     |
| 1993–1995 |              | UNOSOM II  | Somália                        |
| 1993–1994 |              | UNOMUR     | Ruanda, Uganda                 |
| 1993–2009 |              | UNOMIG     | Geórgia                        |
| 1993–1997 |              | UNOMIL     | Libéria                        |
| 1993–1996 |              | UNAMIR     | Ruanda                         |
| 1993–1996 |              | UNMIH      | Haiti                          |
| 1994      | Sem medalha  | UNASOG     | Líbia Chade                    |
| 1994–2000 |              | UNMOT      | Tajiquistão                    |
| 1995–1997 |              | UNAVEM III | Angola                         |
| 1995–1999 |              | UNPREDEP   | Macedónia do Norte             |

| Anos      | Barreta | Operação  | Área da operação                      |
| --------- | ------- | --------- | ------------------------------------- |
| 1995–1996 |         | UNCRO     | Croácia                               |
| 1995–2002 |         | UNMIBH    | Bósnia e Herzegovina                  |
| 1996–1998 |         | UNTAES    | Croácia                               |
| 1996–1997 |         | UNSMIH    | Haiti                                 |
| 1996–2002 |         | UNMOP     | Croácia                               |
| 1997      |         | MINUGUA   | Guatemala                             |
| 1997–1999 |         | MONUA     | Angola                                |
| 1997      |         | UNTMIH    | Haiti                                 |
| 1997–2000 |         | MIPONUH   | Haiti                                 |
| 1998      |         | UNPSG     | Croácia                               |
| 1998–2000 |         | MINURCA   | República Centro-Africana             |
| 1998–1999 |         | UNOMSIL   | Serra Leoa                            |
| 1999–     |         | UNMIK     | Kosovo                                |
| 1999      |         | UNAMET    | Timor-Leste                           |
| 1999–2005 |         | UNAMSIL   | Serra Leoa                            |
| 1999–2002 |         | UNTAET    | Timor-Leste                           |
| 1999–2010 |         | MONUC     | República Democrática do Congo        |
| 2000–2001 |         | MICAH     | Haiti                                 |
| 2000–2008 |         | UNMEE     | Eritrea, Etiópia                      |
| 2002–2005 |         | UNMISET   | Timor-Leste                           |
| 2003–2018 |         | UNMIL     | Libéria                               |
| 2003–2004 |         | MINUCI    | Costa do Marfim                       |
| 2004–2018 |         | UNOCI     | Costa do Marfim                       |
| 2004–2017 |         | MINUSTAH  | Haiti                                 |
| 2004–2006 |         | ONUB      | Burundi                               |
| 2005–2011 |         | UNMIS     | Sudan                                 |
| 2006–2012 |         | UNMIT     | Timor-Leste                           |
| 2007–2020 |         | UNAMID    | Sudão                                 |
| 2007–2010 |         | MINURCAT  | República Centro-Africana, Chade      |
| 2010–     |         | MONUSCO   | República Democrática do Congo        |
| 2011–     |         | UNISFA    | Sudão                                 |
| 2011–     |         | UNMISS    | Sudão do Sul                          |
| 2012      |         | UNSMIS    | Síria                                 |
| 2013–     |         | MINUSMA   | Mali                                  |
| 2014–     |         | MINUSCA   | República Centro-Africana             |
| 2017–2019 |         | MINUJUSTH | Haiti                                 |
| 1974–     |         | UNHQ      | Por serviço na Sede das Nações Unidas |

## Medalha de Serviço Especial das Nações Unidas

Barreta da UNSSM

Por 90 dias de serviço em uma missão ou organização das Nações Unidas onde não haja uma medalha específica das Nações Unidas aprovada, o destinatário pode ser elegível para a Medalha de Serviço Especial das Nações Unidas (UNSSM). Alguns exemplos de serviços qualificados são a Missão de Assistência das Nações Unidas no Iraque, ou o Programa Acelerado de Desminagem do Departamento de Assuntos Humanitários das Nações Unidas (MADP) em Moçambique, trabalho com o Programa das Nações Unidas para o Desenvolvimento (PNUD), entre outros.

## Recebimento e uso de medalhas da ONU

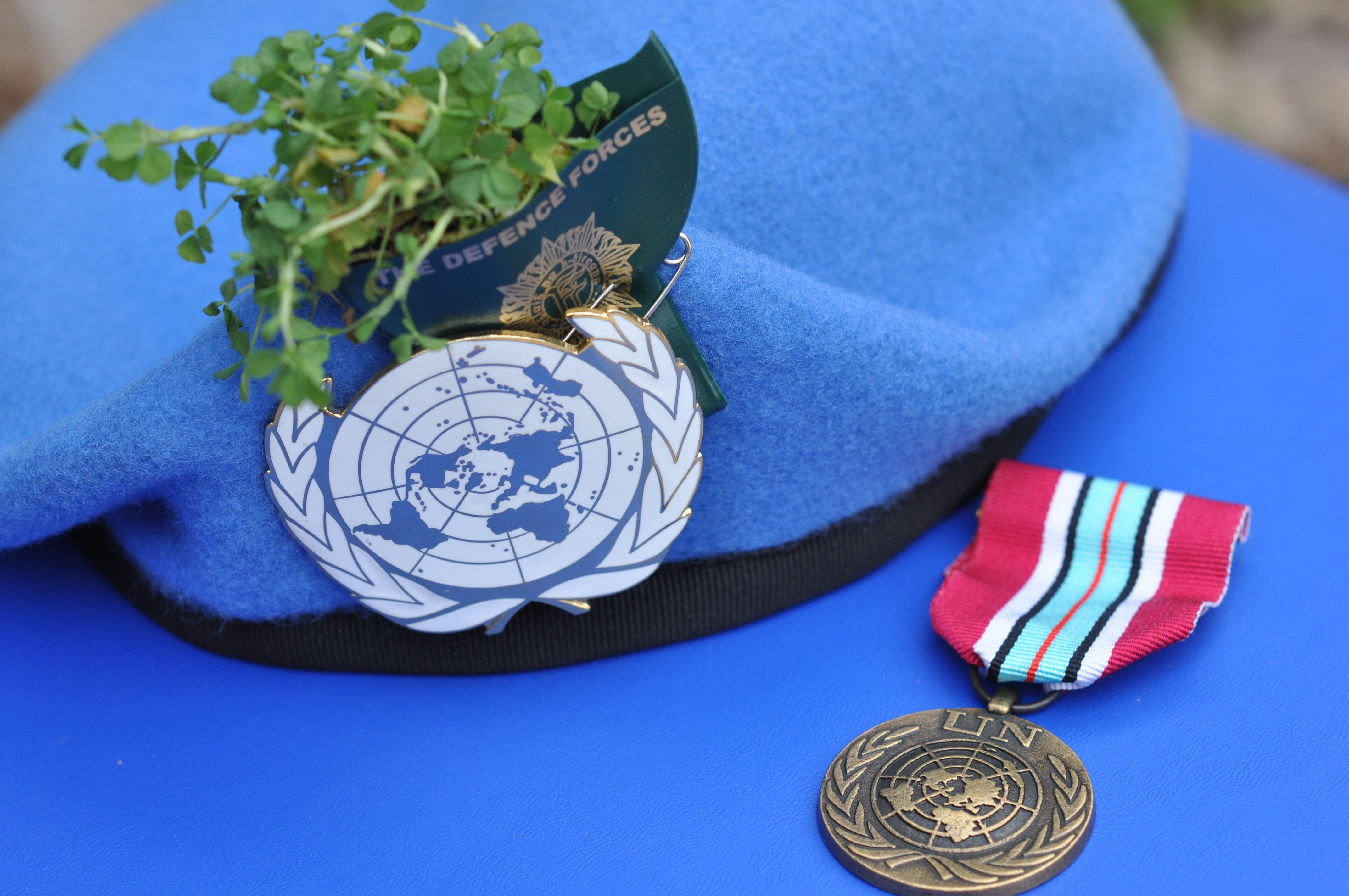
Uma boina azul ao lado de uma medalha da ONU da missão UNDOF.

### França, Austrália, Canadá e Nova Zelândia

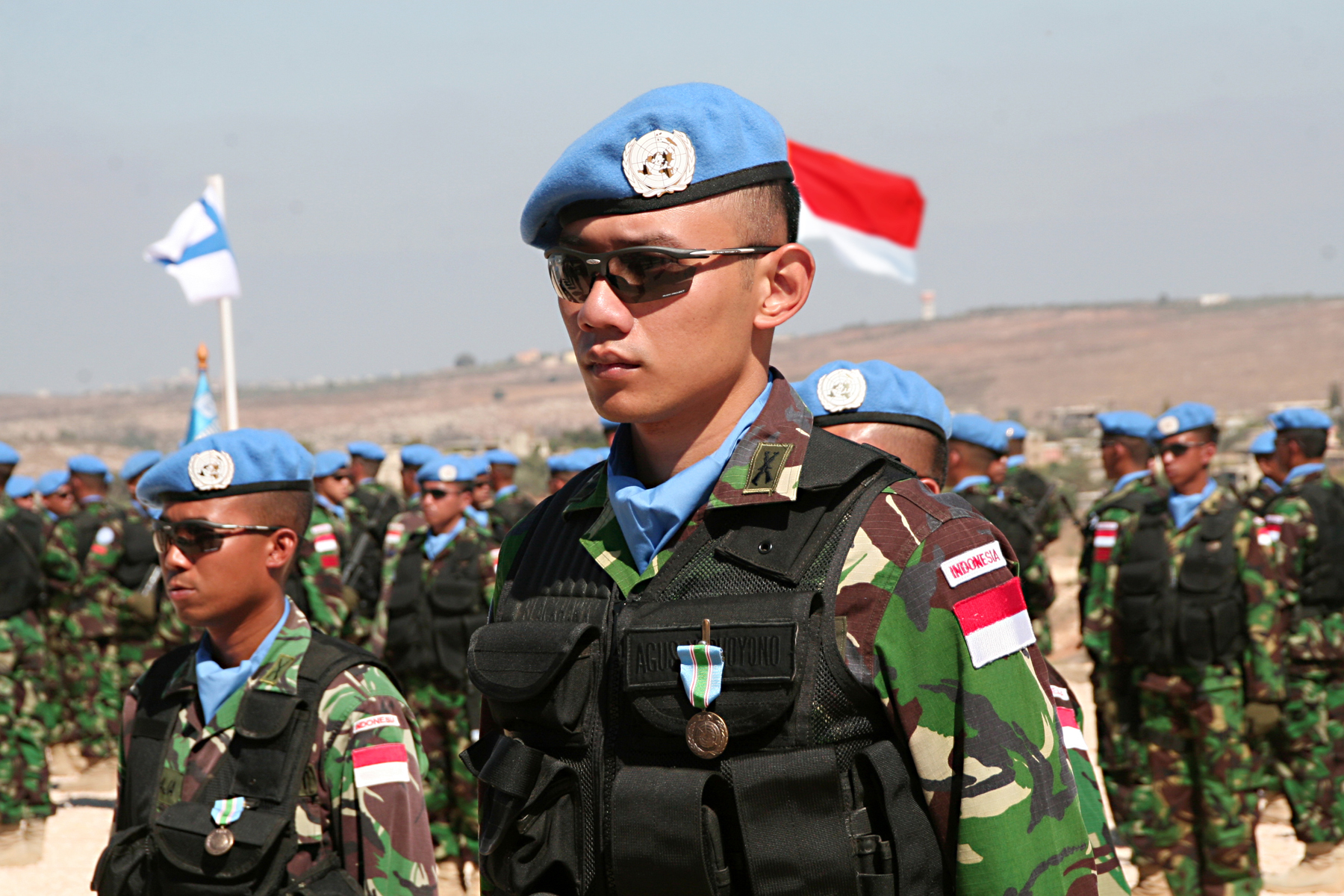
Soldados indonésios sendo condecorados com medalhas da ONU no Líbano.

Algumas nações, como a França, a Comunidade da Austrália, o Canadá e a Nova Zelândia permitem que membros das forças armadas e da polícia recebam e exibam múltiplas Medalhas das Nações Unidas como condecorações separadas.

### Ucrânia
Os militares das Forças Armadas da Ucrânia estão autorizados a usarem medalhas das Nações Unidas, se assim o desejarem. Essas medalhas serão usadas após as condecorações nacionais e presidenciais, as condecorações do Ministério da Defesa, as condecorações do Estado-Maior, as condecorações de outras unidades militares, Ministérios e departamentos e antes das condecorações da União Europeia e da OTAN por ordem de premiação.

### Reino Unido
Outros países, em particular o Reino Unido, permitem que os cidadãos britânicos recebam a medalha relevante das Nações Unidas e a autorização para o seu uso é dada pelo Escritório de Relações Exteriores, Commonwealth e Desenvolvimento (Foreign, Commonwealth and Development Office, FCDO). Números podem ser adicionados para indicar vários destacamentos em uma missão. As medalhas são usadas em ordem de premiação e têm precedência ao lado das medalhas de campanha britânicas.

### Estados Unidos
Nas Forças Armadas dos Estados Unidos, antes de 13 de outubro de 1995, todos os militares americans usavam a barreta azul e branca das Nações Unidas, independentemente da barreta concedida. Em 13 de outubro de 1995, o Secretário Adjunto de Defesa (Pessoal e Prontidão) aprovou uma mudança na política de uso da Medalha das Nações Unidas. A partir dessa data, o destinatário que receber a Medalha das Nações Unidas poderá usar a primeira medalha e fita para as quais se qualificar, acrescentando uma estrela de serviço de bronze para agraciamentos subsequentes da Medalha das Nações Unidas por serviço prestado em uma missão diferente. Não mais do que uma medalha ou barreta da ONU pode ser usada por vez. Nos uniformes americanos, a Medalha da ONU é usada antes da Medalha da OTAN, exceto a Medalha da Coreia das Nações Unidas, que é usada como medalha de campanha logo antes da Medalha de Campanha do Vietnã.
Os militares americanos são elegíveis para usar a medalha de uma das seguintes operações das Nações Unidas como sua única medalha aprovada:
- Organização das Nações Unidas para a Supervisão da Trégua na Palestina (UNTSO)
- Grupo de Observadores Militares das Nações Unidas na Índia e no Paquistão (UNMOGIP)
- Grupo de Observação das Nações Unidas no Líbano (UNOGIL)
- Forças de Segurança das Nações Unidas, Hollandia (UNSFH)
- Autoridade Executiva Temporária das Nações Unidas (UNTEA)
- Força de Segurança das Nações Unidas na Nova Guiné Ocidental [Irian Ocidental] (UNSF)
- Grupo de Observação das Nações Unidas no Iraque/Kuwait (UNIKOM)
- Missão das Nações Unidas para o Referendo no Sahara Ocidental (MINURSO)
- Missão Avançada das Nações Unidas no Camboja (UNAMIC)
- Força de Proteção das Nações Unidas na Iugoslávia (UNPROFOR)
- Autoridade Transitória das Nações Unidas no Camboja (UNTAC)
- Operação das Nações Unidas na Somália (UNOSOM)
- Operação das Nações Unidas em Moçambique (ONUMOZ)
- Missão de Observação das Nações Unidas na Geórgia (UNOMIG)
- Missão das Nações Unidas no Haiti (UNMIH)
- Força de Destacamento Preventivo das Nações Unidas (UNPREDEP)
- Administração Transitória das Nações Unidas para a Eslavônia Oriental, Baranja e Sirmium Ocidental (UNTAES)
- Missão de Apoio das Nações Unidas no Haiti (UNSMIH)
- Missão de Verificação das Nações Unidas na Guatemala (MINUGUA)
- Administração Provisória das Nações Unidas no Kosovo (UNMIK)
- Missão de Assistência das Nações Unidas em Timor Leste (UNAMET)
- Administração Transitória das Nações Unidas em Timor Leste (UNTAET)
- Missão da Organização das Nações Unidas na República Democrática do Congo (MONUC)
- Missão das Nações Unidas na Etiópia e na Eritreia (UNMEE)
- Missão de Apoio das Nações Unidas no Timor Leste (UNMISET)
- Missão das Nações Unidas na Libéria (UNMIL)
- Missão de Estabilização das Nações Unidas no Haiti (MINUSTAH)
- Operação Híbrida União Africana – Nações Unidas em Darfur (UNAMID)
- Missão das Nações Unidas na República Centro-Africana e no Chade (MINURCAT)
- Missão de Estabilização da Organização das Nações Unidas na República Democrática do Congo (MONUSCO)
- Missão de Estabilização Multidimensional Integrada das Nações Unidas na República Centro-Africana (MINUSCA)
- Missão de Estabilização Multidimensional Integrada das Nações Unidas no Mali (MINUSMA)

### Argentina
Os membros das Forças Armadas Argentinas estão autorizados a usar as diferentes medalhas da ONU como condecorações separadas. Porém, a autorização de uso deve ser solicitada formalmente para cada medalha e é concedida individualmente. Os regulamentos para o uso de medalhas ou barretas aplicam-se a cada uniforme. No Exército Argentino, uma barra marrom e branca de emissão nacional mostrando o número de missões pode ser usada no lugar (mas não junto com) das barretas emitidas pela ONU.

### Suíça
Os membros das Forças Armadas Suíças estão autorizados a usar uma barreta da ONU (à sua escolha entre todas as condecorações concedidas pela ONU). A barreta deve ser usada antes daquelas da União Europeia (Missão Althea) ou da OTAN, mas depois das barretas suíças. Os números são permitidos na barreta da ONU, bem como em outras barretas "estrangeiras" permitidas.